# Corgatha molybdophaes
Corgatha molybdophaes là một loài bướm đêm trong họ Erebidae.